# Andi Rianto
Andi Rianto (ur. 7 maja 1972 w Sorong) – indonezyjski kompozytor muzyki filmowej, który pracował przy kilku najpopularniejszych indonezyjskich filmach. Lider i dyrygent Magenta Orchestra. Współpracował z muzykami indonezyjskimi, takimi jak Rita Effendy, Ari Lasso czy Ebiet G. Ade.

## Życiorys
Urodził się w Sorong w prowincji Papua Zachodnia jako najmłodszy z trzech braci. Jego matka w młodości grała na kontrabasie i organizowała koncerty w swoim salonie. Jego ojciec, Mohamad Rosjaad, był bankierem, który często przenosił się z rodziną podczas swoich podróży służbowych. Uzdolnienie muzyczne przejawiał już w młodym wieku. Zaczął od lekcji gry na fortepianie w wieku 4 lat. „O Ina Ni Keke” była pierwszą piosenkę, którą zagrał jako 5-latek. Gdy miał 8 lat wraz z rodziną przeprowadził się do Surabai, gdzie jego ojciec kupił mu pierwsze organy Yamaha i otrzymał trzymiesięczny bezpłatny kurs w Yamaha Musik Indonesia. 
Swoje umiejętności rozwijał pod kierunkiem kompozytora Yazeeda Soelaimana Djamina, który dostrzegł jego talent i nauczył go tworzenia własnych kompozycji. W 1990, kiedy uczęszczał do Senior High School, jego rodzina przeniosła się do Stanów Zjednoczonych. Wkrótce rozpoczął naukę w Forest Hills High School w Nowym Jorku. Studiował w Berklee College of Music. 
Stworzył muzykę do produkcji takich jak: Ca-bau-kan (2002), Titik Hitam (2002), Biarkan Bintang Menari (2003), Arisan! (2003), 30 Hari Mencari Cinta (2004), Mengejar Matahari (2004), Vina Bilang Cinta (2005), 9 Naga (2006), Jatuh Cinta Lagi (2006), Mendadak Dangdut (2006), Firegate (2016) i Layla Majnun (2021).
Na swoim koncie ma trzy albumy – Empty (2021), Bahasa Kalbu (2021) wspólnie z Raisą i Sang Dewi (2022) z Lyodrą Ginting.

## Nagrody
| Rok  | Nagroda     | Kategoria                              | Film                                                                                                  |
| ---- | ----------- | -------------------------------------- | --- |
| 2015 | Piala Maya  | Najlepsza oryginalna ścieżka dźwiękowa | Guru Bangsa Tjokroaminoto (2015)                                                                      |
| 2022 | Piala Citra | Najlepsza oryginalna piosenka          | Backstage (2021) „Melangkah” (współkompozytor: Monty Tiwa, wyk. Sissy Priscillia i Vanesha Prescilla) |
| 2022 | Piala Maya  | Najlepszy motyw przewodni              | Backstage (2021) „Melangkah” (współkompozytor: Monty Tiwa, wyk. Sissy Priscillia i Vanesha Prescilla) |